# تنغ موسي (مقاطعة دورة)
تنغ موسي (بالفارسية: تنگ موسی) هي قرية تقع في قسم ويسيان الريفي (مقاطعة دورة) في إيران. يقدر عدد سكانها بـ 97 نسمة بحسب إحصاء 2016.